# Сад Алюминщиков
Сад Алюминщиков (Парк НКАЗ) — центральный парк Кузнецкого района Новокузнецка.

## История
Ранее на месте парка находилось кладбище при Успенской церкви. В 1937 году было закрыто кладбище, а церковь была снесена. Парк появился на месте кладбища в 1939 году. Вошел в комплекс застройки Кузнецка 1954 года.
В 1990-е годы НКАЗ отказался от своего парка, отдав его на баланс города. Аттракционы были списаны на металлолом. До 2005 года парк сохранялся в первоначальном виде. В 2006 году были спилены почти все деревья, уничтожены кусты — проведена реконструкция. Сеть аллей была сильно сокращена. В 2006 году в парке построена часовня в память об Успенском храме.
На 2012 год парк остаётся недостроенным. В парке построены гаражи, устроены платные аттракционы, типа песочниц и горок. Действует летом мотоприцеп для перевозки детей, катание на лошадях и квадроциклах.
По мнению некоторых горожан парк надлежит закрыть и поставить на его месте памятный знак.

## Легенды
Существует легенда, что после свадьбы Фёдора Достоевского и Марии Исаевой они отправились на кладбище, находившееся на месте современного сада. Там на могиле первого мужа Исаевой они установили плиту с эпитафией.